# Сан-Гонсалу (Амаранте)
Сан-Гонсалу (порт. São Gonçalo) — район (фрегезия) в Португалии, входит в округ Порту. Является составной частью муниципалитета Амаранте. По старому административному делению входил в провинцию Дору-Литорал. Входит в экономико-статистический субрегион Тамега, который входит в Северный регион. Население составляет 6503 человека на 2001 год. Занимает площадь 4,75 км².
Покровителем района считается Сан-Гонсалу-де-Амаранте (порт. São Gonçalo de Amarante).